# Musée Mevlâna

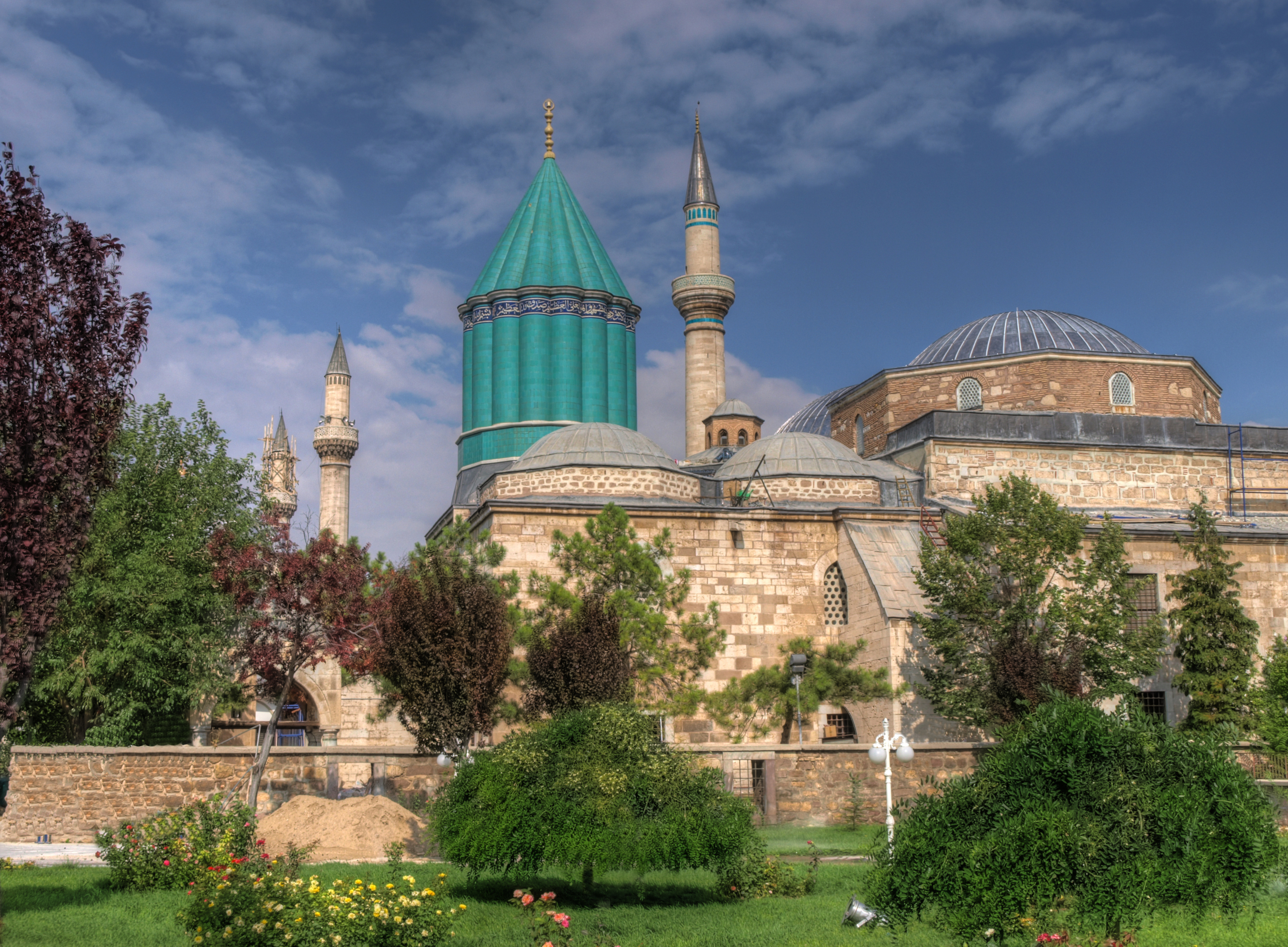
Le musée Mevlana.

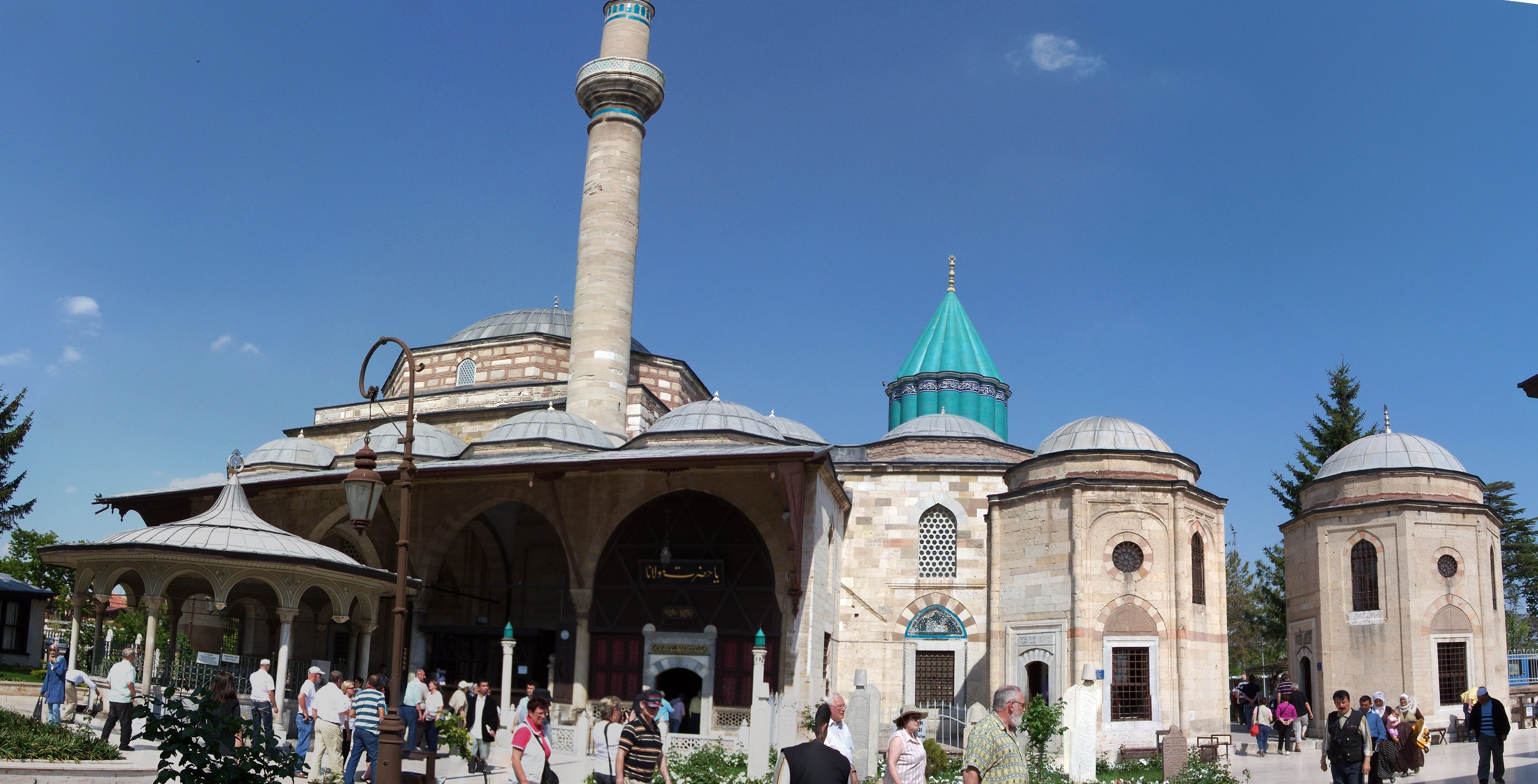
Vue sur le musée Mevlâna, le şadırvan et le dôme vert.

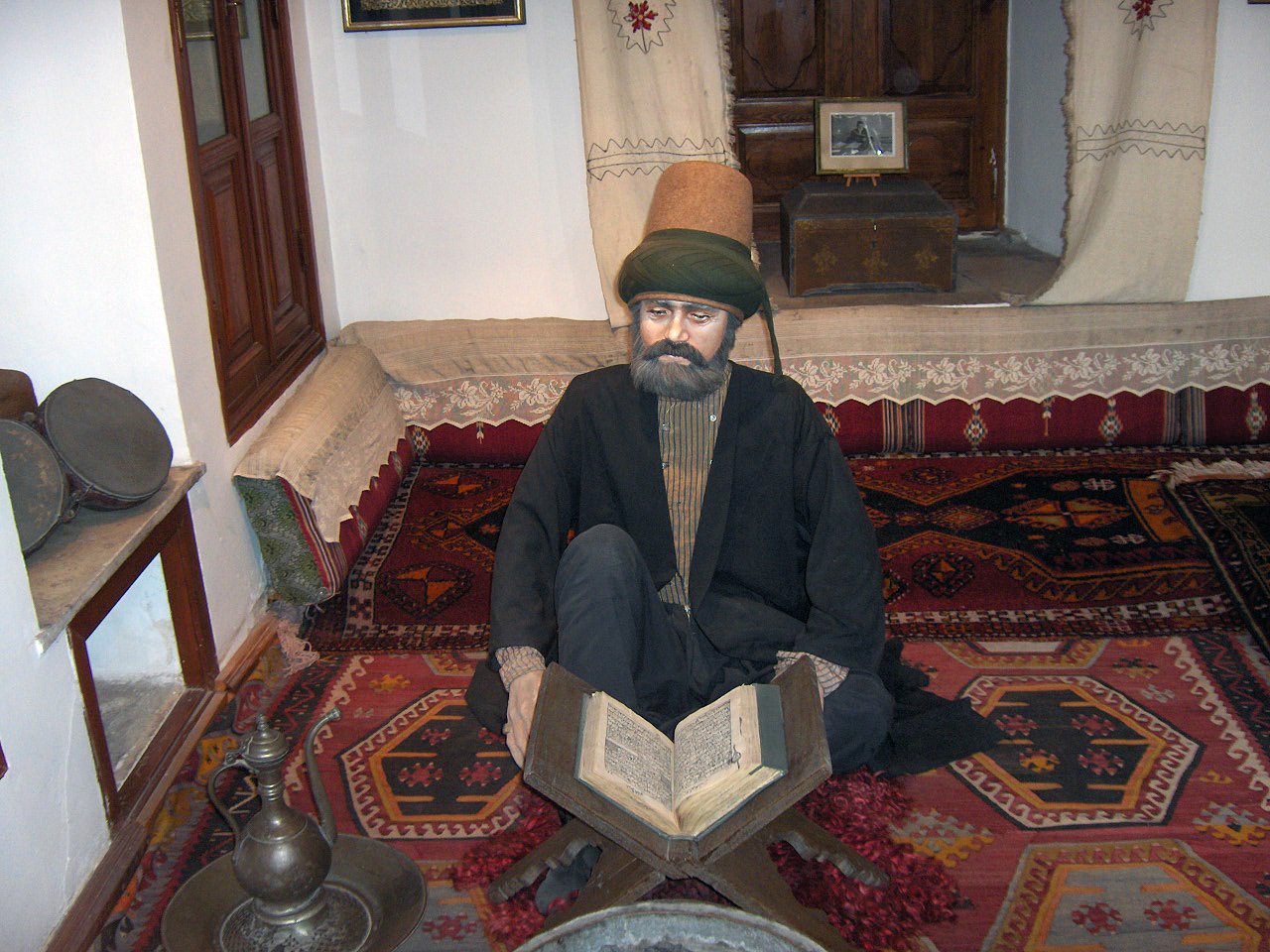
Mannequin d'un derviche étudiant.

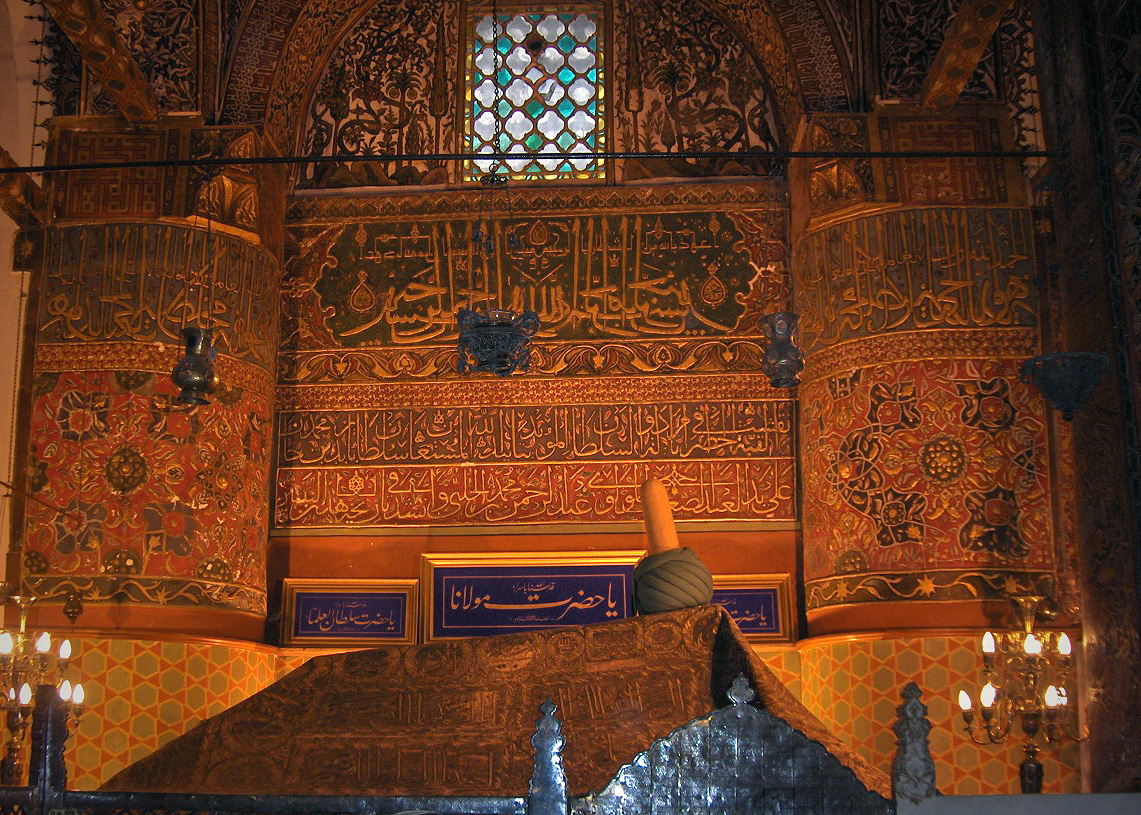
Sarcophage de Mevlâna.

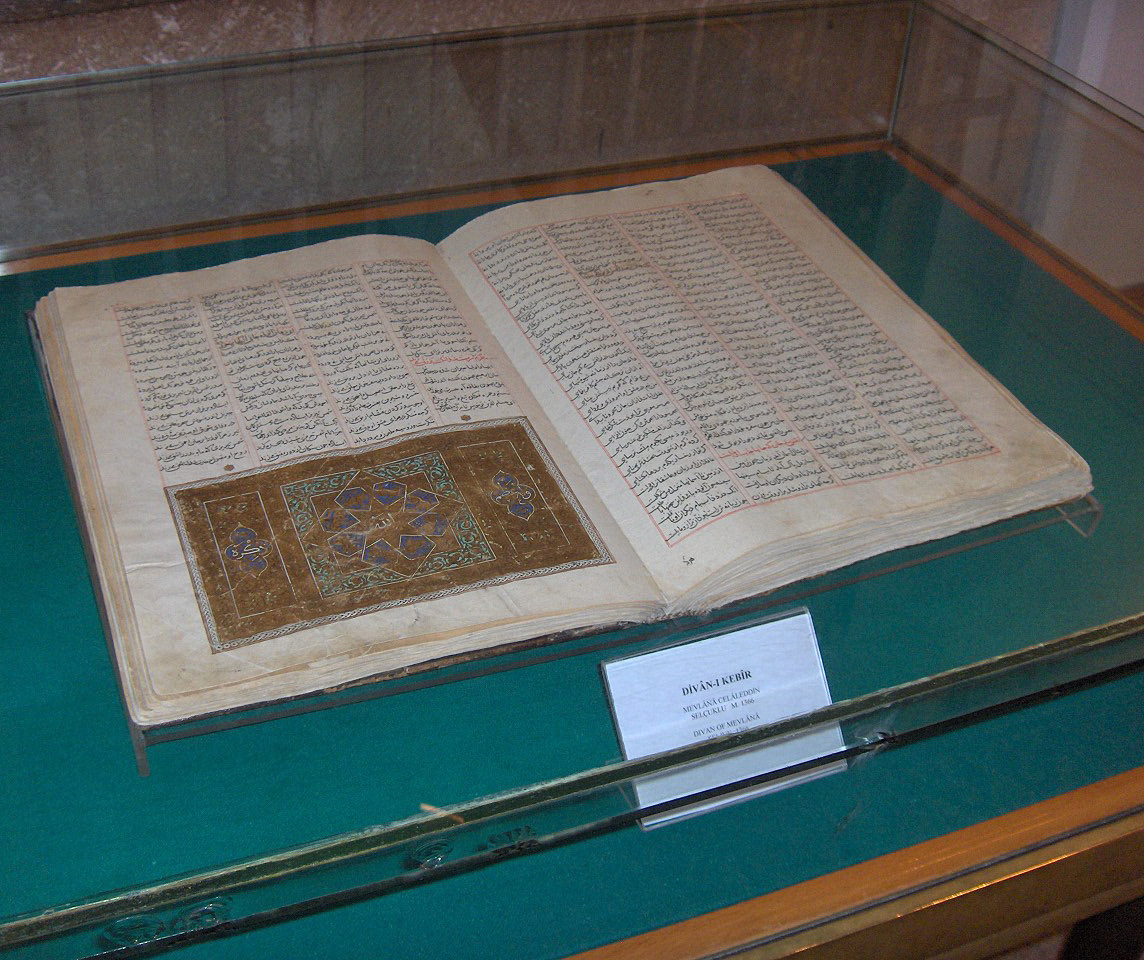
Divan-ı-Kebir de 1366.

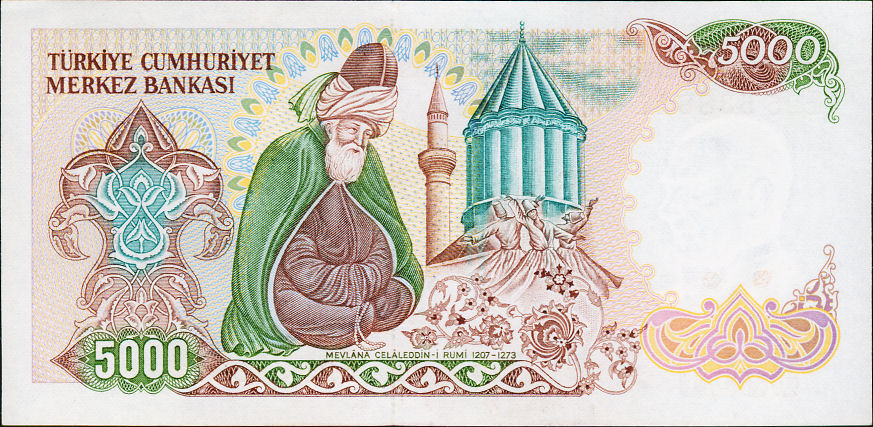
Revers du billet de 5000 livres (1981-1994)

Le musée Mevlâna (turc : Mevlânâ Müzesi), situé à Konya, en Turquie, est le mausolée de Djalâl ad-Dîn Muhammad Rûmî, un mystique soufi persan. C'était aussi la loge des derviches (tekke) de l'ordre mevlevi, plus connu sous le nom de derviches tourneurs.

## Histoire
Le sultan seldjoukide 'Ala' al-Din Kayqubad, qui avait invité Mevlâna à Konya, offre sa roseraie comme lieu approprié pour enterrer le père de Rumi, Baha' ud-Din Walad (également écrit comme Bahaeddin Veled), lorsqu'il meurt le 12 janvier 1231. Quand Mevlâna meurt le 17 décembre 1273, il est enterré à côté de son père.
Le successeur de Mevlâna, Hüsamettin Çelebi, décide de construire un mausolée (Kubbe-i-Hadra) sur la tombe de son maître. La construction seldjoukide, sous la direction de l'architecte Badr al-Din Tabrizi (en), est achevée en 1274. Gürcü Khatun, l'épouse de l'émir seldjoukide Suleiman Pervâne, et l'émir Alameddin Kayser financent la construction. Le tambour cylindrique du dôme conique, recouvert de faïence turquoise, reposait à l'origine sur quatre piliers.
Cependant plusieurs sections sont ajoutées jusqu'en 1854. Selimoğlu Abdülvahit décore l'intérieur et exécute la sculpture sur bois des catafalques.

## Musée
Le décret du 6 avril 1926 confirme que le mausolée et la loge des derviches (Dergah) doivent être transformés en musée. Le musée ouvre le 2 mars 1927 et est rebaptisé "musée Mevlâna" en 1954.
On entre dans le musée par la porte principale (Devisan Kapısı) menant à la cour pavée de marbre. La cuisine des derviches (Matbah) et le tombeau Hurrem Pacha, construit sous le règne de Soliman le Magnifique, sont situés sur le côté droit. Sur le côté gauche se trouvent alignées dix-sept cellules de derviches construites sous le règne de Mourad III et couvertes de petits dômes. La cuisine sert également à l'éducation des derviches, leur enseignant le Sema. Le chadirvan (fontaine de lavage) au milieu de la cour est construit par Yavuz Sultan Selim.
On pénètre dans le mausolée et la petite mosquée par la porte du Tombeau (Türbe Kapisi). Ses deux portes sont ornées de motifs seldjoukides et d'un texte persan du mollah Abdurrahman Cami datant de 1492. Il mène à la petite salle Tilavet (Tilavet Odası) décorée de calligraphies ottomanes rares et précieuses dans les styles thuluth, nesih et taliq. Dans cette salle, le Coran était continuellement récité et chanté avant que le mausolée ne soit transformé en musée.
Une porte en argent réalisée — selon une inscription sur la porte — par le fils de Mehmed III en 1599 sépare le mausolée de la salle Tilavet. Sur le côté gauche se dressent six cercueils — en rangées de trois — de derviches (Horasan erler) qui accompagnaient Mevlâna et sa famille depuis Belkh. En face d'eux, sur une plate-forme surélevée, couverte de deux dômes, se dressent les cénotaphes appartenant aux descendants de la famille Mevlâna (femme et enfants) et à quelques membres de haut rang de l'ordre Mevlevi.
Le sarcophage de Mevlâna est situé sous le dôme vert (Kibab'ulaktab). Il est recouvert de brocart, brodé en or de versets du Coran. Tout comme les autres couvertures, cette étoffe de soie est un cadeau offert en 1894 par le sultan Abdul Hamid II. La chambre funéraire proprement dite est située en dessous. À côté du sarcophage de Mevlâna se trouvent plusieurs autres, dont les sarcophages de son père Bahaeddin Veled et de son fils Sultan Veled. Le sarcophage en bois de Mevlâna date du XIIe siècle et se dresse aujourd'hui sur la tombe de son père. C'est un chef-d'œuvre de la sculpture sur bois seldjoukide. Le treillis d'argent, séparant les sarcophages de la section principale, est construit par Ilyas en 1579.
La salle rituelle (Semahane) est construite sous le règne de Soliman le Magnifique en même temps que la petite mosquée attenante. Dans cette salle les derviches exécutaient le Sema, la danse rituelle, au rythme d'instruments de musique tels que le kemence (un petit violon à trois cordes), le keman (un violon plus gros), le halile (une petite cymbale), le daire (une sorte de tambourin), le kudüm (un tambour), le rebab (une guitare) et la flûte, joués une fois par Mevlâna lui-même. Tous ces instruments sont exposés dans cette salle, ainsi qu'un ancien tapis de prière de Kırşehir (XVIIIe siècle), des vêtements de derviche (y compris ceux de Mevlâna) et quatre lampes de mosquée (en) en cristal (XVIe siècle, période mamelouke égyptienne). Dans cette salle, on peut également voir un rare Divan-i-Kebir (un recueil de poésie lyrique) de 1366 et deux beaux spécimens de Masnavis (livres de poèmes écrits par Mevlâna) de 1278 et 1371.
La petite mosquée attenante (Masjid) est aujourd'hui utilisée pour l'exposition d'une collection d'anciens corans enluminés et de tapis de prière extrêmement précieux. Il y a aussi une boîte (Sakal-i Ṣerif), ornée de nacre, contenant la Sainte Barbe de Mahomet.

## Postérité
Le mausolée est représenté au verso des billets de 5 000 livres turques émis de 1981 à 1994.
Le musée a reçu 2,5 millions de visiteurs en 2017, ce qui en fait le musée le plus visité de Turquie cette année-là.  